# 奶昔
奶昔（英語：Milkshake）是一種源自美國的中低等黏度的半液體甜品，主要由牛奶和冰淇淋/刨冰经过晃动混合而成。奶昔通常以做成水果的味道。